# Йоан Ватаци (велик стратопедарх)
Йоан Ватаци (на гръцки: Ἰωάννης Βατάτζης, † 1345) е византийски сановник и магнат от средата на XIV век, изиграл активна роля в гражданската война между Йоан VI Кантакузин и останалите регенти на малолетния император Йоан V Палеолог.

## Живот и военно-политическа кариера
За живота и произхода на Василий Ватаци се знае малко. Основни източници за него са историите на Йоан Кантакузин и Никифор Григора. Известно е, че Йоан Ватаци скромен произход семейство, но успява да натрупа значително богатство, докато е апографевс (завеждащ данъчния кадастър) в Солун и Източна Македония (Серес, Волерон, Мосинополис и Стримон) между 1333 – 1341 г., както е засвидетелствано от серия официални актове, в които се споменава неговото име. Тези актове също така свидетелстват, че Йоан е изпълнявал и дворцовата длъжност протокиниг (главен гончия). Негови роднини разполагат с обширни владения в Тракия, включително градовете Поливотон и Перистазис, който дори бил укрепен със средства на Йоан Ватаци. Натрупаното богатство и достъпът до двореца осигуряват възможност на Йоан Ватаци да сроди семейството си с висши държавници в Империята по това време: негов син се жени за дъщеря на патриарх Йоан XIV Калека, а една негова дъщеря е омъжена за син на великия дука Алексий Апокавк.
След избухването на Гражданската война през 1341 г. първоначално Йоан Ватаци заема страната на Йоан Кантакузин, получавайки командването на войски, разположени около Димотика. В началото на 1342 г. обаче Ватаци преминава на страната на Анна Савойска и Алексий Апокавк. В знак на благодарност през същата година той е назначен за велик хартуларий, а през 1343 за кратко получава поста на управител на Солун. Въпреки роднинските връзки с водещите фигури от антикантакузиновата фракция, през лятото на 1343 г. Йоан Ватаци отново преминава на страната на Йоан Кантакузин и му предава няколко крепости. В отплата Йоан Кантакузин назначава Йоан Ватаци за велик стратопедарх. С Ватаци на своя страна, Кантакузин придобива важно преимущество – Ватаци, освен че е опитен във военните дела, поддържа и тесни връзки с турските емири в Мала Азия и дори говори езика им. Не е случайно съвпадението, че по времето, в което Ватаци преминава на страната на Кантакузин, при последният се явил емирът Сюлейман от Караси, който му предложил в помощ свои войници и коне. Малко по-късно – през пролетта на 1345 г. Йоан Ватаци омъжва една от дъщерите си за същия емир.
От крепостта Перистазис западно от Пропонтида (днес град Шаркьой) Ватаци отблъсква успешно войските, изпращани от регентите на Йоан V Палеолог и дори унищожава една войска, командвана от някой си Аплефарий. Освен това Перистера става изходен пункт за организираните от Ватаци нападения над териториите, администрирани от привържениците на Палеолозите. При нападенията си Ватаци често използва турски наемници, които изпраща зет му Сюлейман.
През есента на 1345 г. обаче Йоан Ватаци изпраща съобщение до Йоан V Палеолог, че възнамерява да премине на негова страна и да предаде Кантакузин. Освен това Ватаци предлага и да осигури срещу Кантакузин значително количество турски войски, които очаква от зет си Сюлейман. Въпреки че е шокиран от предателството на Йоан Ватаци, отчаяният Кантакузин изпраща на два пъти свои пратеници, които да разубедят Ватацу да не преминава на страната на Палеолозите, обещавайки му опрощение и допълнителни почести. Ватацне не приема пратениците на Кантакузин и прехвърля в Перистера още турски войски от Мала Азия, които повежда през Траккя. Междувременно няколко града в Тракия, контролира от роднини на Ватаци, се разбунтували срещу Кантакузин. Това накарало последния да започне незабавни приготовления за война срещу Ватци и турските му наемници. В хода на тези приготовления до Йоан Кантакузин достига новината, че Ватаци е убит от турски войници при Гарела, които освен това отвели сина му в робство. Причината за убийството на Йоан Ватаци Кантакузин отдва на това, че той е излъгал турските си съюзници, които не са желали да воюват срещу Кантакузин. Според Никифор Григора причина за убийството е, че турците останали разочаровани от Ватаци, който ги повел да воюват в области, разорени от войни, в които не останало нищо за плячкосване.